# 셰페의 방법
셰페의 방법(Scheffé's method)은 요인 수준 평균 간의 가능한 모든 대조의 추정치 집단에 적용되는 단일 단계 다중 비교 절차이다. 헨리 셰페(Henri Scheffé)의 이름을 딴 것이다.

## 개요
중개 대비는 다음으로 정의된다.
{\displaystyle C=\sum _{i=1}^{r}c_{i}\mu _{i}}
여기서
{\displaystyle \sum _{i=1}^{r}c_{i}=0.}
C를 다음과 같이 추정할 수 있다.
{\displaystyle {\hat {C}}=\sum _{i=1}^{r}c_{i}{\bar {Y}}_{i}}
여기서 각 분산의 기댓값이 다음과 같다.
{\displaystyle s_{\hat {C}}^{2}={\hat {\sigma }}_{e}^{2}\sum _{i=1}^{r}{\frac {c_{i}^{2}}{n_{i}}}.}
{\displaystyle {\hat {C}}\pm {\sqrt {\left(r-1\right)F_{\alpha ;r-1;N-r}}}\,s_{\hat {C}}}의 모든 신뢰 한계를 동시에 만족시키는
확률 {\displaystyle 1-\alpha }로 나타낼 수 있다.

## 같이 보기
- 투키 크래이머 기법